# Radcliffe, Iowa
Radcliffe là một thành phố thuộc quận Hardin, tiểu bang Iowa, Hoa Kỳ. Năm 2010, dân số của thành phố này là 545 người.

## Dân số
Dân số qua các năm:
- Năm 2000: 607 người.
- Năm 2010: 545 người.